# ویتور پریرا (بازیکن فوتبال، زاده ۱۹۷۸)
ویتور پریرا (انگلیسی: Vítor Pereira؛ زادهٔ ۲۷ اوت ۱۹۷۸) بازیکن فوتبال اهل پرتغال است.
از باشگاه‌هایی که در آن بازی کرده‌است می‌توان به گروه ورزشی شاوش، باشگاه فوتبال موریرنز، باشگاه فوتبال لیریا، و باشگاه ورزشی براگا اشاره کرد.